# Regla de los tercios

Esta fotografía ilustra los principios seguidos con la regla de los tercios.

En artes visuales como la pintura, la fotografía, el diseño y el cine, la regla de los tercios es una forma de composición para ordenar objetos dentro de la imagen. Esta regla divide una imagen en nueve partes diferentes, utilizando dos líneas imaginarias paralelas y equiespaciadas de forma horizontal y dos más de las mismas características de forma vertical, y recomienda utilizar los puntos de intersección de estas líneas para distribuir los objetos de la escena. La regla de los tercios se usa con frecuencia en todo tipo de escenas como  retratos, paisajes o bodegones.

## Puntos de intersección
En otras disciplinas como la pintura, se suele utilizar los cuatro puntos de intersección para ubicar en ellos el centro de atención de la composición y así crear una imagen estéticamente agradable y equilibrada. Normalmente el punto de atención o el sujeto principal se coloca en cualquiera de los cuatro puntos y si existiese un segundo punto de atención, éste se ubicaría al lado opuesto diagonalmente, es decir, el punto opuesto.
Es el enfoque que se tiene para la fotografía.

## Ley del horizonte
Una interpretación de la regla de los tercios es la ley del horizonte si se trabaja con paisajes. En lo que se refiere a esta ley, se dice que hay que ubicar el horizonte en la línea inferior, a 1/3 para darle prioridad al cielo o en la línea horizontal superior, a 2/3 para darle prioridad a la tierra. Esta regla es de aplicación tanto en fotografías apaisadas (horizontales) como verticales.
"Remarks on rural scenery", de John Thomas Smith, ya recomendaba seguir esta ley en 1793 para las pinturas de paisajes, aunque posiblemente el origen se haya dado mucho antes.